# اد ریمکوس
اد ریمکوس (انگلیسی: Ed Rimkus; ۱۰ اوت ۱۹۱۳ – ۱۷ مهٔ ۱۹۹۹) ورزشکار بابسلد اهل ایالات متحده آمریکا بود.
از افتخارات وی می‌توان به کسب مدال طلا در بازی‌های المپیک زمستانی ۱۹۴۸ اشاره کرد.